# NGC 6709
NGC 6709 هي مجرة تتبع كوكبة العقاب. اكتشفها جون هيرشل في 29 يوليو 1827.

## روابط خارجية
- NGC 6709 على موقع ويكي سكاي: DSS2, SDSS, GALEX, IRAS, Hydrogen α, X-Ray, Astrophoto, Sky Map, Articles and images